# Omladinski Fudbalski Klub Bar
El Omladinski Fudbalski Klub Bar (en español: Club de Fútbol Juvenil de Bar), conocido simplemente como OFK Bar, es un equipo de fútbol con base en la ciudad de Bar, situada en el país balcánico de Montenegro. En la actualidad juega en la Segunda División de Montenegro a la que descendió de manera directa en la pasada campaña tras al acabar como 12º clasificado de Primera División.

## Historia
El club fue fundado en el año 2001 para intentar rivalizar con el Fudbalski Klub Mornar que es el otro gran club de la ciudad. Tras su corta vida el club ha logrado terminar como segundo clasificado de la Segunda División de Montenegro 2009/10 por lo que accedió a disputar la promoción por el ascenso en la que lograría la mayor gesta de su historia al vencer al Fudbalski Klub Berane logrando por tanto el ascenso a Primera División.
Debuta en la máxima categoría montenegrina en la temporada 2010/11 y pese a lograr alguna victoria destacable como la acontecida ante el Fudbalski Klub Mogren que se proclamaría campeón después, el equipo finaliza la temporada en 12.ª posición y vuelve de nuevo a Segunda División.
En la actualidad ocupa el 16º puesto en la Clasificación histórica de la Primera División de Montenegro tan solo por delante del FK Bokelj

## Uniforme
- Uniforme titular: Camiseta amarilla, pantalón azul claro y medias amarillas.
- Uniforme alternativo: Camiseta blanca, pantalón blanco y medias blancas.

## Estadio
El club disputa sus partidos como local en el Estadio Topolica con capacidad para 6.000 espectadores, pista de atletismo y superficie de juego de césped natural.